# タルチュム

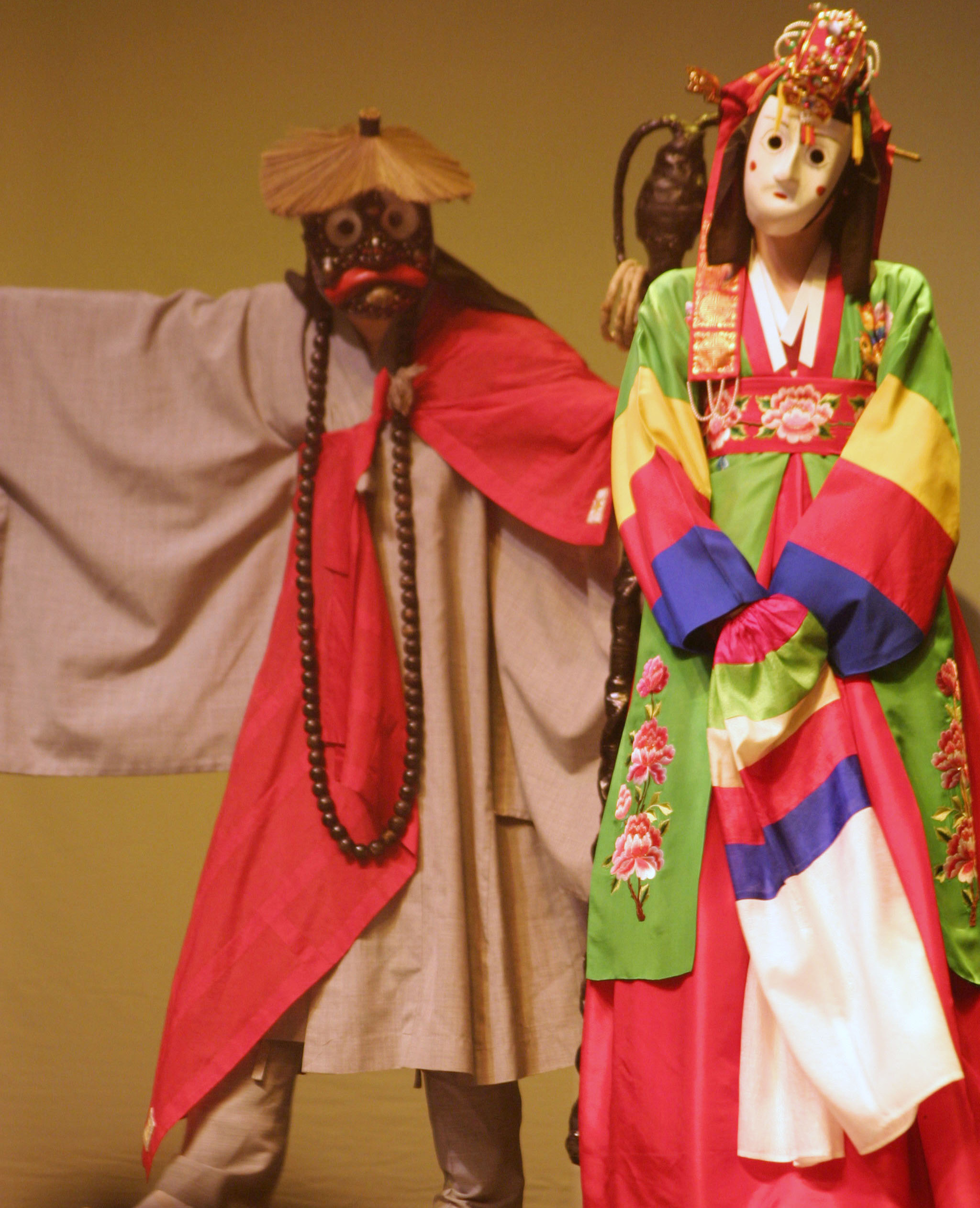
タルチュム

タルチュムは朝鮮半島の民俗芸能で、紙や木、ヒョウタンで作った仮面をかぶって行われる踊り歌、演劇である。「タルノリ」、「サンデノルム」など、様々な別名がある。
タルは〈仮面〉，チュムは〈踊り〉を意味し，踊りを主とする歌舞部分と演劇的なストーリー部分からなる。野外の広場で行われ、内容は民衆的な日常や支配階級への批判などを風刺的に扱ったものが多い。
2022年に韓国の推薦でユネスコの無形文化遺産に登録されている。

## 名称
タルチュムという名称はソウルをはじめとした朝鮮半島中部地域で使われる名前であり、ソウル方言で標準語として定着しており、仮面をかぶって踊る朝鮮半島の民俗芸能の総称になっている。江原道では仮面劇、慶尚道以南では、XXトゥルロリ（들놀이）、XXトゥルロルム（들놀음）またはXX五広大（오광대、オグァンデ）と、黄海道ではXXタルチュム、XXタルロルム（탈놀음）、咸鏡道ではXXノルム（놀음）と呼ばれている。それぞれ、神や北青獅子など、代表的な仮面や仮装に基づく呼称である。

## 歴史
起源は諸説あり、新羅時代に西域から伝わった遊戯に中国から伝わった器楽舞が融合し、韓国特有の演舞の形式として定着したのがはじまりとされる。
当初、仮面は宗教儀式に使われたもので、現実には見ることができない神や各種の動物を真似るために作られた。祝祭事の際にタルチュムを踊る村もあり、これを踊る前には祭祀を行って仮面に神格性を持たせた。仮面は紙や木などで作られ、祝祭の後は燃やして捨てることで仮面の神格が保存されると考えられていた。やがて一部の仮面は、特定の意味を持たせて芸術の中心的な役割を担うようになった。
朝鮮時代にはタルチョムは演劇という形式で一座を形成し、一時期国家の管理下に置かれたこともあったが、17世紀頃には庶民の娯楽として演劇が広まり、広く普及する転機となった。
朝鮮時代後期には社会思想がそれまでの儒教から実学思想に傾き、庶民の芸術活動がより活発になったことから、タルチョムは庶民が両班と分け隔てなく楽しめる場に変わり、19世紀後半に全盛期を迎えた。そのスタイルは演劇であるとともに遊戯であり、公演後に観客と出演者が同じ舞台で踊る。公演に登場する愚者や卑しい人物像には、風刺の背後に両班など特権階級による支配から逃れて自由になろうとする抵抗の意味が込められており、被支配者層の抵抗精神を昇華して芸術として表現したのがタルチョムであると解されている。
2022年に韓国の推薦でユネスコの無形文化遺産に登録された。

## 特徴
風刺とユーモアを最大の特徴とする。多くの仮面は、社会の各階層の顔を誇張し、あえて左右を非対称とし、目鼻口や顔全体のどこをとってもアンバランスに戯画化して表現しており、主な登場人物は、戒律を破った僧侶や没落した両班などで、性的な冗談や土俗的なセリフと躍動感のある踊で、主要人物たちの不道徳と社会の不条理を笑いものにするストーリーが展開する。舞台は、観客が登場人物の対話に声をあげたり合いの手を入れるなど、演者と観客が一体となって作り上げる。各時代の庶民生活も主要な題材とされ、現実を劇を通して辛らつに表現し、観衆の共感を得てきた。
タルチョムの伴奏には、念仏とリズムがはっきりし打鈴のほか、ピリ、テグム、ヘグム、チャング、プクの「三弦六角」で構成されるのが定番だが、演目によりケンガリや打楽器などその他の楽器が加わる場合もある。

## ギャラリー

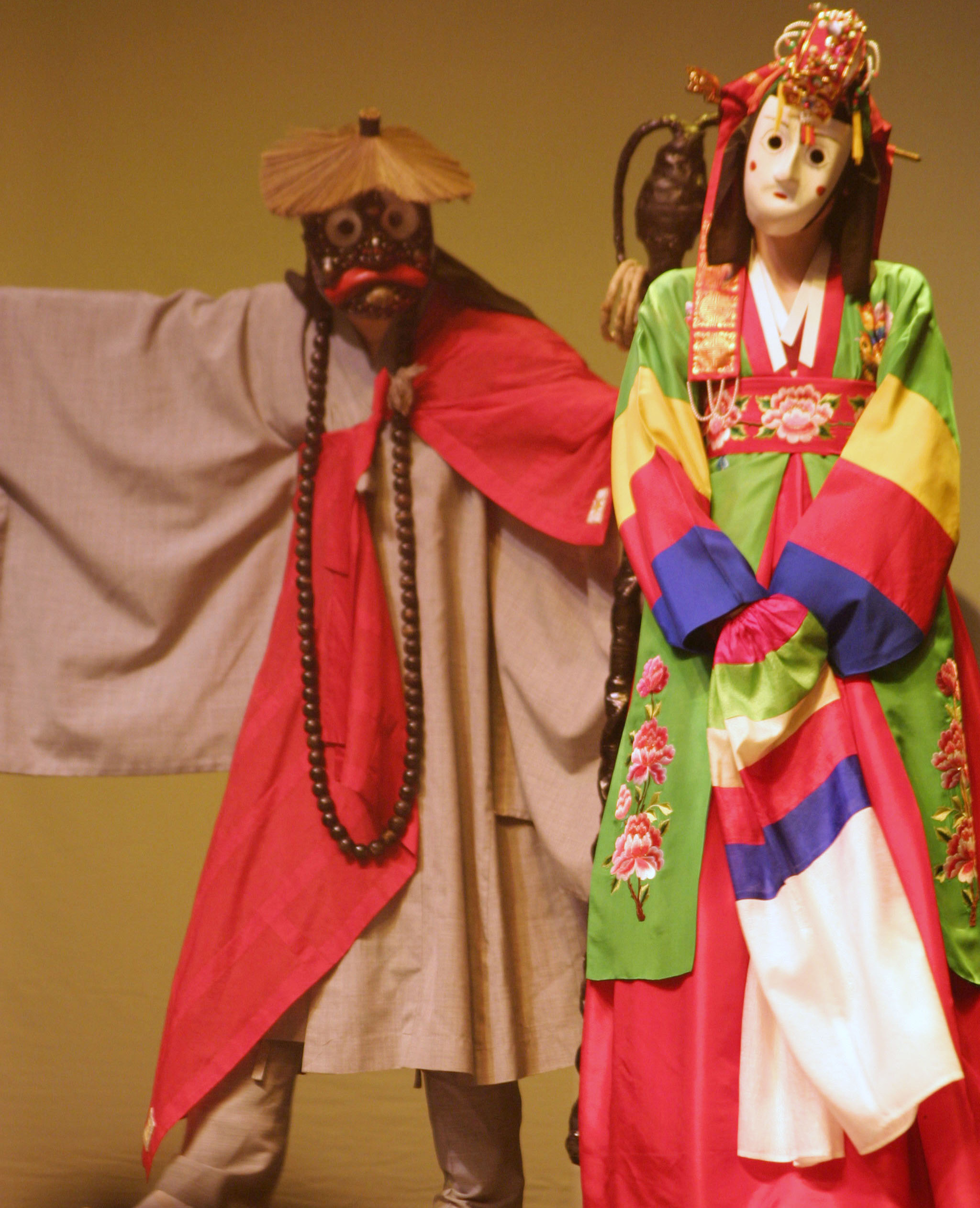
鳳山のタルチュム
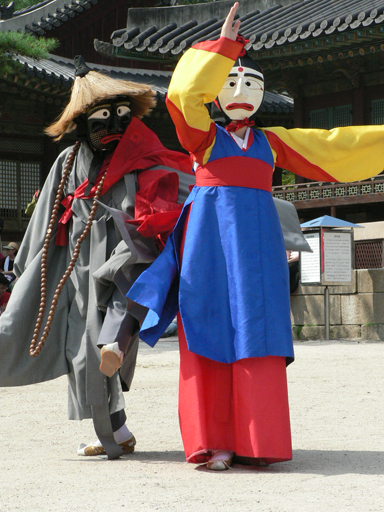
仮面劇「松坡山臺」
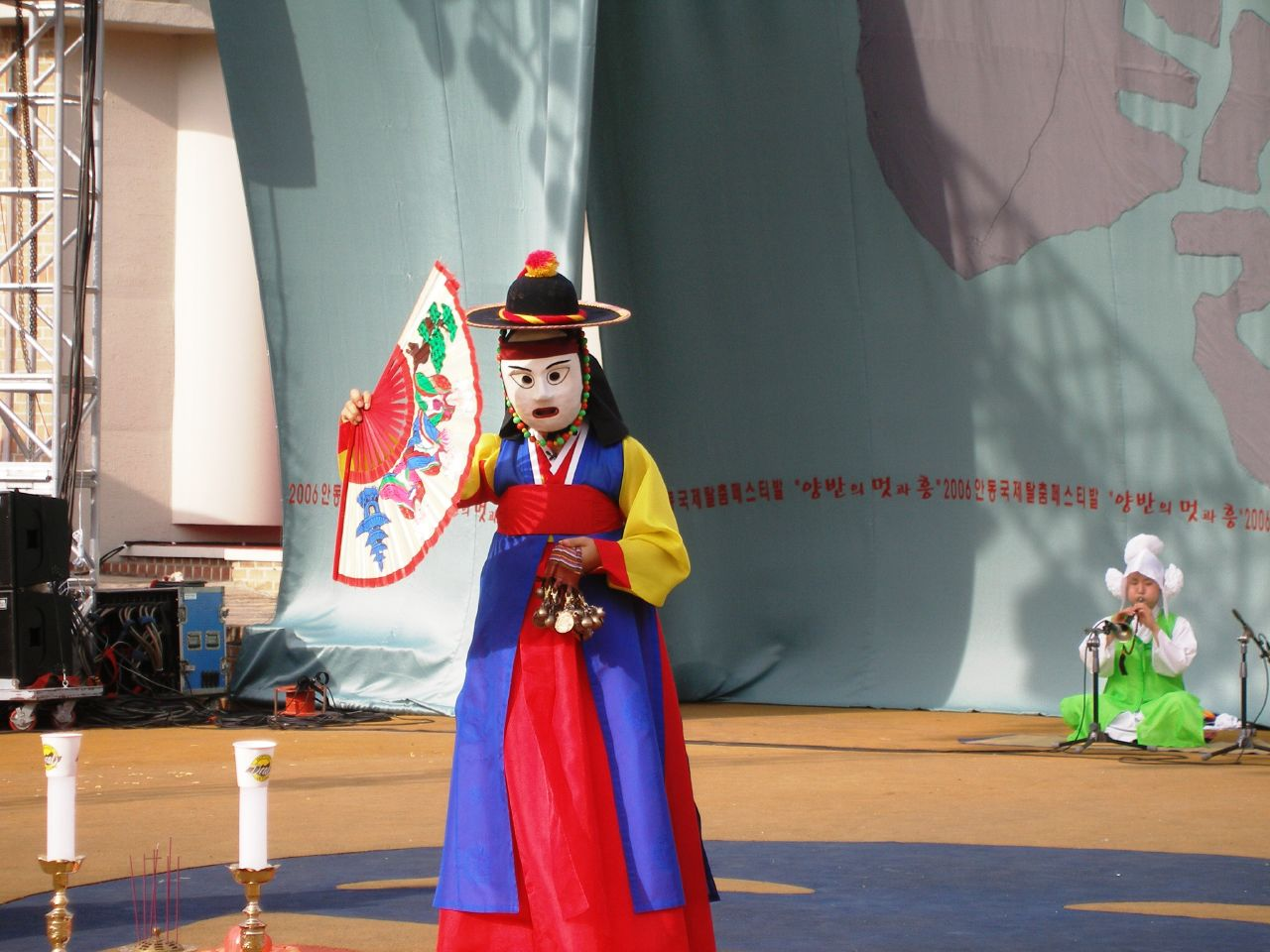
殷栗のタルチュム
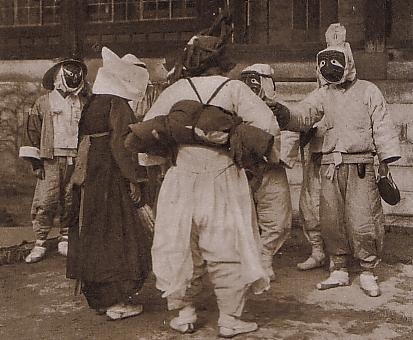